# Hansi Müller
Hans Peter „Hansi“ Müller (* 27. Juli 1957 in Stuttgart) ist ein ehemaliger deutscher Fußballspieler und heutiger Fußballfunktionär. Als Spieler war er für den VfB Stuttgart, Inter Mailand, Calcio Como und den FC Swarovski Tirol aktiv. Für Deutschland kam er auf 42 Länderspiele und 5 Tore und gewann die Europameisterschaft 1980. Von 1999 bis 2001 war er Vorstandsmitglied des VfB Stuttgart, seit Juli 2007 ist er dort Ehrenmitglied und war von 2011 bis 2015 Aufsichtsratsmitglied.

## Familie
Müllers Eltern waren beide donauschwäbischer Abstammung und wurden nach dem Zweiten Weltkrieg aus Jugoslawien vertrieben. Sein Vater wurde in Bačka Palanka und seine Mutter in Inđija geboren, beides Städte in der Provinz Vojvodina in Serbien.

## Spielerkarriere
Hans Müller besuchte das Eschbach-Gymnasium im Stuttgarter Stadtteil Freiberg. Er begann seine Karriere beim SV Rot in Stuttgart und wechselte spätestens im Winter 1970/71 in die Jugend des VfB Stuttgart. In der Saison 1974/75 wurde er deutscher A-Jugend-Meister. Für den VfB spielte er 1975 bis 1977 in der 2. Fußball-Bundesliga Süd und anschließend bis 1982 in der 1. Fußball-Bundesliga, 1982 bis 1984 für Inter Mailand, 1984/85 für Calcio Como und von 1985 bis zu seinem Karriereende 1990 für den FC Wacker Innsbruck bzw. FC Swarovski Tirol.
In der deutschen Nationalmannschaft spielte er von 1978 bis 1983 in 42 Spielen (5 Tore), nahm an der Fußball-Weltmeisterschaft 1978 teil und wurde 1980 Fußball-Europameister und 1982 Vizeweltmeister.
Für den Gewinn der Fußballeuropameisterschaft 1980 wurde er von dem damaligen Bundespräsidenten Karl Carstens mit dem Silbernen Lorbeerblatt ausgezeichnet.
Höhepunkt seiner Zeit in Innsbruck war neben zwei Meistertiteln und einem Cupsieg das Erreichen des UEFA-Cup-Halbfinales 1986/87 (er stellte diesen Erfolg auf eine Stufe mit dem EM-Titel 1980).
Zu seinem 50. Geburtstag am 27. Juli 2007 organisierte er die Revanche des WM-Endspiels von 1982 zwischen den Nationalmannschaften Italiens und Deutschlands (Spielausgang damals 3:1), die vor über 40.000 Zuschauern im Gottlieb-Daimler-Stadion in Stuttgart stattfand. Neben vielen Teilnehmern des damaligen Finales, wie Karl-Heinz Rummenigge, Horst Hrubesch, Bernd und Karlheinz Förster, Claudio Gentile und Paolo Rossi, nahmen auch die Gast-Stars Michael Schumacher und Eros Ramazzotti teil. Das Spiel endete mit einem 4:4-Unentschieden.
Nach seiner aktiven Laufbahn begann er Vorträge zu den Themen Fußball, Wirtschaft und Erfolg zu halten. Außerdem gründete er eine Firma, die sich mit der Vermarktung offizieller Fußball-Fanlabels beschäftigt.

## Ämter als Fußballfunktionär
Im September 1999 wurde Hansi Müller beim VfB Stuttgart als Direktor für Marketing und Öffentlichkeitsarbeit Mitglied des Vorstands. Er wurde durch den VfB-Aufsichtsratsvorsitzenden Heinz Bandke als Gegengewicht zu dem Vereinspräsidenten Gerhard Mayer-Vorfelder und dem geschäftsführenden Vorstandsmitglied Ulrich Schäfer aufgebaut. Zusammen mit seinem Vorstandskollegen Karlheinz Förster und dem Aufsichtsrat konnte sich Müller im Sommer des Jahres 2000 gegen den aus dem Amt scheidenden Mayer-Vorfelder, der statt eine junge Mannschaft aufzubauen finanziell noch weiter ins Risiko gehen wollte, durchsetzen. Nachdem der VfB-Sportdirektor Karlheinz Förster im Januar 2001 aufgrund von Kompetenzstreitigkeiten zurückgetreten war geriet Müller, dem vorgeworfen wurde, Förster beerben zu wollen, selbst unter Druck und trat eine Woche später ebenfalls zurück.
Müller war Botschafter für die Fußball-Weltmeisterschaft 2006 für die WM-Stadt Stuttgart und Botschafter für die Austragungsstadt Innsbruck für die Fußball-Europameisterschaft 2008.
Am 17. Juli 2011 wurde Hansi Müller auf der Mitgliederversammlung des VfB Stuttgart in den Aufsichtsrat des Vereins gewählt. Anfang Mai 2015 trat er wegen einer Indiskretion bei der Besetzung der Cheftrainerposition des Vereins von seinem Amt zurück.

## Kommunalpolitik
Bei den baden-württembergischen Kommunalwahlen am 25. Mai 2014 wurde Müller für die CDU/FW in den Gemeinderat von Korb gewählt.

## Erfolge als Spieler
- Vizeweltmeister: 1982
- Europameister: 1980
- UEFA-Cup-Semifinalist: 1987
- Österreichischer Meister: 1989, 1990
- Österreichischer Cupsieger: 1989
- Bester Nachwuchsspieler Europas: 1980
- Deutscher A-Jugend-Meister: 1975